# You're My Best Friend
Singles de Queen
Bohemian Rhapsody
(1975) Somebody To Love
(1976)
Pistes de A Night At the Opera
I'm in Love with My Car '39
You're My Best Friend (français : Tu es mon meilleur ami/ma meilleure amie) est une chanson du groupe Queen, sortie en single en 1976. Elle est extraite de l'album A Night at the Opera sorti en 1975.

## Historique
John Deacon, bassiste du groupe, a écrit cette chanson pour sa femme. Freddie Mercury n'aimait pas l'utilisation du clavier Wurlitzer sur la chanson. Dans une interview pour la BBC en décembre 1977, John Deacon et Freddie Mercury reviennent sur cela :
« Well, Freddie didn't like the electric piano, so I took it home and I started to learn on the electric piano and basically that's the song that came out you know when I was learning to play piano. It was written on that instrument and it sounds best on that. You know, often on the instrument that you wrote the song on. »
— John Deacon
        
« Et bien, Freddie n'aimait pas le piano électrique, je l'ai donc pris à la maison et j'ai commencé à étudier le piano électrique et c'est le son qui est venu quand j'étais en train d'apprendre le piano. Ça a été écrit sur cet instrument et ça sonne meilleur dessus. »
« I refused to play the damn thing [the Wurlitzer]. It's tinny and horrible and I don't like them. Why play those things when you've got a lovely superb grand piano? No, I think, basically what he [John] is trying to say is it was the desired effect. »
— Freddie Mercury
        
« J'ai refusé de jouer de cette satanée chose [le Wurlitzer]. C'est métallique et horrible et je ne l'aime pas. Pourquoi jouer de cette chose quand vous avez un superbe et magnifique grand piano ? Non, je pense, que ce que [John] veut dire c'est que c'était l'effet recherché. »

## Clip
Le clip de You're My Best Friend est réalisé par Bruce Gowers, déjà à l’œuvre pour la vidéo de Bohemian Rhapsody. On y retrouve les quatre membres de Queen interprétant la chanson dans une grande salle de bal éclairée de centaines de bougies avec un immense chandelier. On y voit le traditionnel bassiste de Queen, John Deacon, jouer du piano, bien qu'un Wurlitzer est utilisé pour la chanson.
Le tournage du clip a lieu en avril 1976  dans les studios d'Elstree dans le Hertfordshire.

## Classements et certifications
| Pays                                       | Meilleure position |
| ------------------------------------------ | ------------------ |
| Australie (Kent Music Report)              | 40                 |
| Belgique (Flandre Ultratop 50 Singles)     | 23                 |
| Canada (RPM Top Singles)                   | 2                  |
| États-Unis (Hot 100)                       | 16                 |
| États-Unis (Cash Box)                      | 9                  |
| Irlande (Irish Recorded Music Association) | 3                  |
| Pays-Bas (Single Top 100)                  | 6                  |
| Royaume-Uni (UK Singles Chart)             | 7                  |

| Pays              | Ventes      | Certifications |
| ----------------- | ----------- | -------------- |
| États-Unis (RIAA) | 1 000 000 + | Platine        |

## Crédits
- Freddie Mercury : chant principal et chœurs
- Brian May : guitare électrique et chœurs
- Roger Taylor : batterie et chœurs
- John Deacon : basse et piano électrique Wurlitzer
- Inconnu : célesta[réf. nécessaire]

## Dans la culture
La chanson fait partie des bandes originales des films Peter's Friends et Shaun of the Dead. On l'entend aussi dans l'épisode Moe, le baby-sitter de la série Les Simpson.